# 柏林-施潘道车站
施潘道站（德語：Bahnhof Berlin-Spandau）是德国铁路设于柏林市辖区施潘道的一座铁路车站，地处施潘道老城的西南缘。这座分岔站是德铁车站及服务所划分的80余座二等车站之一，并拥有全德国最长的铁路站台（440米）。设有6条到发线的高流量车站是长途客运（ICE、IC/EC）和短途客运（S-Bahn、RB或RE）的换乘点。它也提供由柏林運輸公司经营的市内公共交通服务，例如巴士或经停施潘道市政厅地铁站的地铁7号线。
来自西部的汉诺威－柏林高速铁路、柏林－莱尔特铁路和来自西北部的（柏林－汉堡铁路会在该站汇合，然后跨越东侧的哈弗爾河，再接入环线铁路或与施潘道市郊铁路平行运行，直至城市铁路通往柏林火车总站。车站也是柏林城市快鐵线路的起讫站，尽管有提议将其延伸至哈弗尔兰县。除此之外，大多数的本地巴士服务并不在车站出入口，而是在老城环路上停靠，因此设于车站出入口附近、拥有十余条区域巴士线路和在高峰时段提供部分市内巴士服务的施潘道车站巴士站（Bahnhof Spandau）和施潘道市政厅巴士站（Rathaus Spandau）也成为继哈登贝格广场之后，柏林最重要的巴士节点。

## 总览
柏林-施潘道车站共设有6条到发线，其中4条用于区域运输，2条用于城市快铁。在四桅大堂外侧还有1条货运轨道。它在德国车站营运点目录中使用的缩写代码为，城市快铁部分则使用。
现有的站房建筑是在不影响列车运营的情况下，于1996年至1998年间根据冯·格康，玛格及合伙人建筑师事务所的设计方案建造。其430米长的站台大厅顶部由平行的筒形屋顶所覆盖，这是德国典型的传统火车站设计手法。拱顶结构置于纵向梁上，梁则由站台中央，距站台中轴各18米的支柱支撑。在横轴上，各支柱间有用于横向加固的交叉券拱。拱顶覆有明亮的玻璃嵌片，玻璃片用螺丝钉固定在可调节的不锈钢预制弧线钢板上。整个穹顶的结构通过贯穿屋顶的对角线钢索加固。一个简易的站台隧道也与新建的过街隧道相平行，从毗邻车站大堂下方轨道的修道院大街（Klosterstraße）出入口可以直抵站台。车站大堂有16米宽。

## 历史

### 莱尔特车站
早在1871年，这一地点便已随着柏林－莱尔特铁路的开通而建起一座车站，为了与柏林－汉堡铁路设于施潘道的汉堡车站作区分，它被命名为“莱尔特车站”（Lehrter Bahnhof，意即通往莱尔特的车站）。莱尔特车站于1890年10月1日停办客运，以便让市郊及长途列车集中在汉堡车站停靠，而后者自此被改称为“施潘道客运站”。莱尔特车站转而主要承担施潘道的货物运输，并以“施潘道货运站（Spandau Güterbahnhof）”的名称获得保留，这一站址便是如今的大型购物中心“施潘道购物廊（Spandau Arcaden）”的所在地。原莱尔特车站的半木结构车站大楼于1890年被拆除，并于1891年移至柏林-哈肯费尔德地区改建成一座餐厅，至1966年最终拆毁。

### 施潘道西站

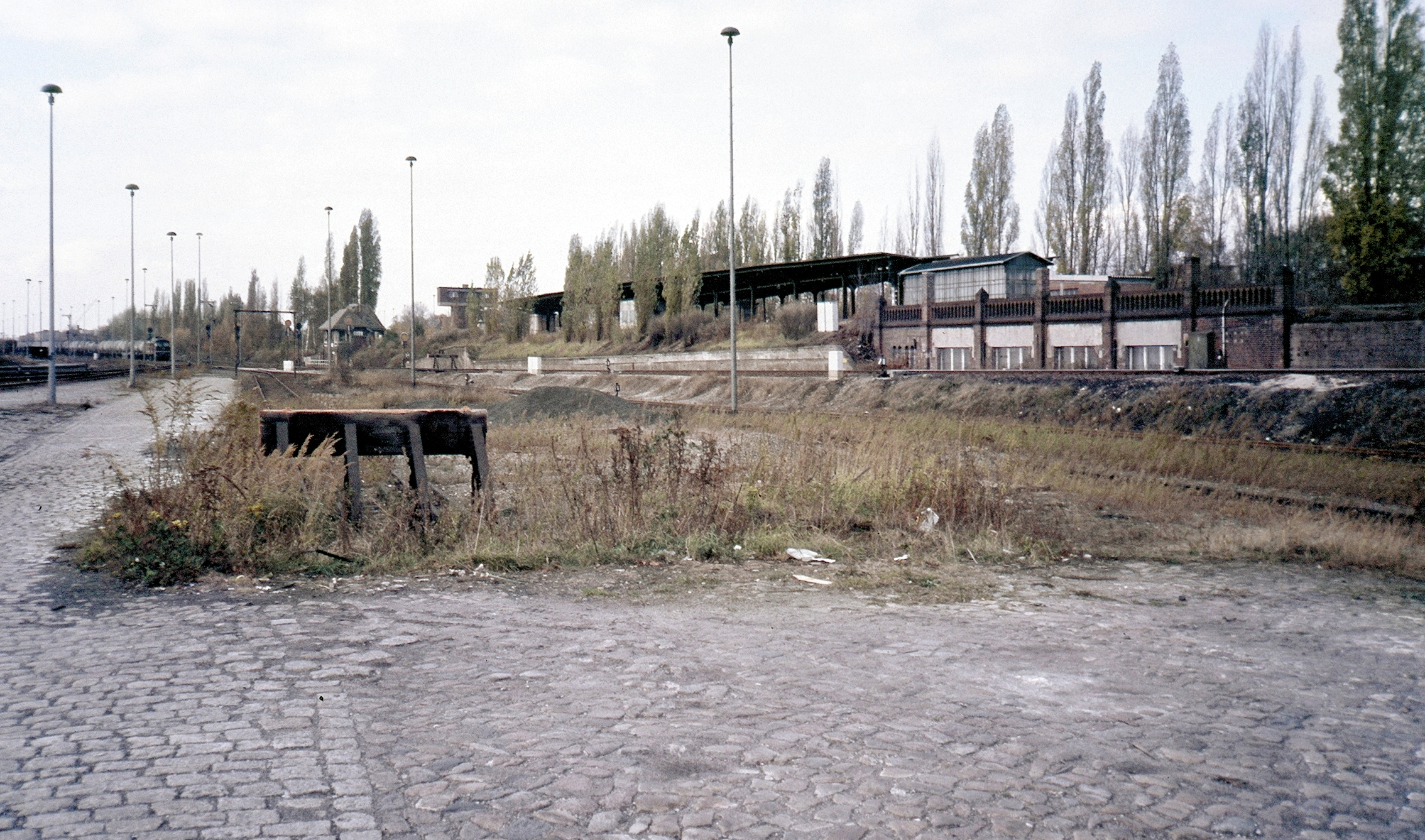
施潘道货站及施潘道西站（1986年）

现址的车站是在1910年7月15日首先作为“施潘道市郊车站（Spandau Vorortbahnhof）”而在货运站旁投入使用。同年，它的名称变更为“施潘道西站（Spandau West）”，而原施潘道客运站也在大约同一时间获得了“施潘道火车总站（Spandau Hauptbahnhof）”的新称谓。
新的市郊车站地理条件比火车总站更具优势，因为它更靠近施潘道老城，并且那里当时正在建设新的市政厅。站台设于堤道上，其轨道终端的到发厅正对加伦大街（Galenstraße），并与斯塔肯大街（Staakener Straße）和席格费尔德大街（Seegefelder Straße）相交，其中一条过街隧道还可通往东哈维兰铁路的小型车站。
车站设有紧邻两个站台的3条到发线，其中常用的轨道分居岛式月台的两侧，通往柏林城市铁路的施潘道市郊铁路也以该站作为终点。通往柏林莱尔特城铁站，即汉堡－莱尔特铁路的客运轨道（这是已将分别通往汉堡和莱尔特的铁路在柏林至施潘道区间改为共线运行）将长途运输引入站台的南侧及北侧。
通过使用客运轨道的转辙连接，来自莱尔特城铁车站的市郊列车也可以在车站接入施潘道市郊铁路，进而驶向瑙恩或武斯特马克。车站西侧是客运轨道的分岔点，在这里可将共线运行的汉堡及莱尔特铁路的市郊及长途运输进行分离。市郊轨道本身则拥有四线的停车场用于终到施潘道的机车进行换向。
与如今温和的区域运输服务相比，当时在车站往来于柏林、施潘道和东哈维兰地区之间的通勤列车繁忙程度是难以想象的。即便是在施潘道市郊铁路跟随柏林城市铁路、柏林环线铁路和柏林市郊铁路（1930年后改称S-Bahn）的电气化进程而实施轨道供电后，来自莱尔特城铁车站的蒸汽牵引市郊列车也仍然继续维持运行。

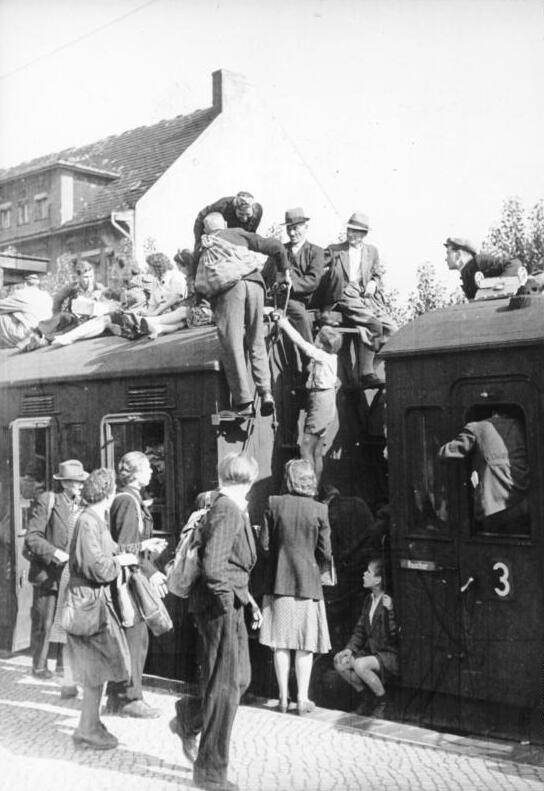
施潘道西站，1947年

在1930年代，莱尔特城铁车站至施潘道西站（当时的电气化区间）之间开行有每10分钟一班的蒸汽市郊列车，然后再以每20分钟一班的间隔交替驶往瑙恩和武斯特马克。这种在S-Bahn与市郊铁路进行换乘的活动在当时引起了轰动，因为它可以快速、方便的在同一站台进行互换。而在如今的柏林-施潘道车站，S-Bahn与市郊铁路之间繁琐的站台换乘已造成障碍，从而导致不断增长的通勤运输和尚不充分的郊区发展需要通过穿越施潘道的S-Bahn扩建来推动。

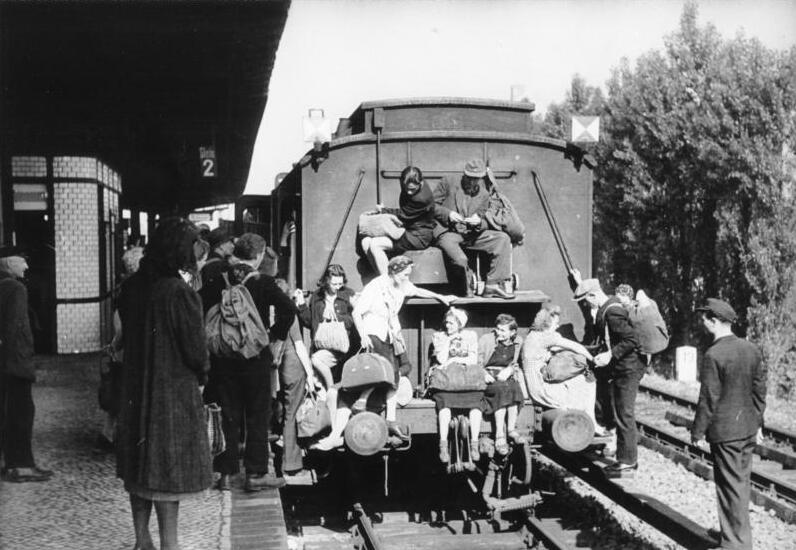
1947年的施潘道西站：
旅客试图在拥挤的列车上攀爬缓冲器和踏板，其中大多为寻觅食物的妇女

1928年8月23日，伴随着“施潘道西，留下！（Spandau West, zurückbleiben!）”的口号，S-Bahn列车首次驶入施潘道。这些电气化列车同样经莱尔特城铁车站驶来，但并不使用与长途列车相同的线路，而是经由柏林城市铁路和施潘道市郊铁路至施潘道西站。随后，施潘道西站实际仅维持了数年的S-Bahn终到站地位，因为延伸至武斯特马克或法尔肯塞及瑙恩的计划已经出台。
计划中的扩建方案在1930年代和1940年代得到部分落实。自1951年起，首班S-Bahn列车已经可以继续通过施潘道西站前往法尔肯塞或沿着莱尔特铁路抵达斯塔肯。而在相反的方向，人们自此也可以搭乘S-Bahn列车前往少女荒原乃至环线铁路。与此同时，柏林的莱尔特车站于1951年被关闭。德国国营铁路也最终在S-Bahn终到站停运了蒸汽市郊列车，施潘道西站因此仅有S-Bahn列车停靠。
自1961年8月13日起修建的柏林墙对车站造成了间接影响。通往法尔肯塞的S-Bahn列车已被缩短至施潘道西站终到。通往斯塔肯的S-Bahn服务也被中断了好几个月。线路受到的影响更甚，因此车站也遭到了来自柏林的S-Bahn杯葛。不再需要的铁路设施长期闲置并缺乏维护，使得线路的运输流量日益变薄。S-Bahn运营随着1980年9月17日爆发的铁路工人罢工而达到谷底。德国国营铁路拒绝回应工人的诉求，并停开了几乎所有城市西部的S-Bahn服务。因此，施潘道线，包括施潘道西站被迫在1980年9月25日停止运营。这座荒僻的车站自此仅剩货运列车和往返于汉堡的客运列车作停靠。

### 柏林-施潘道车站

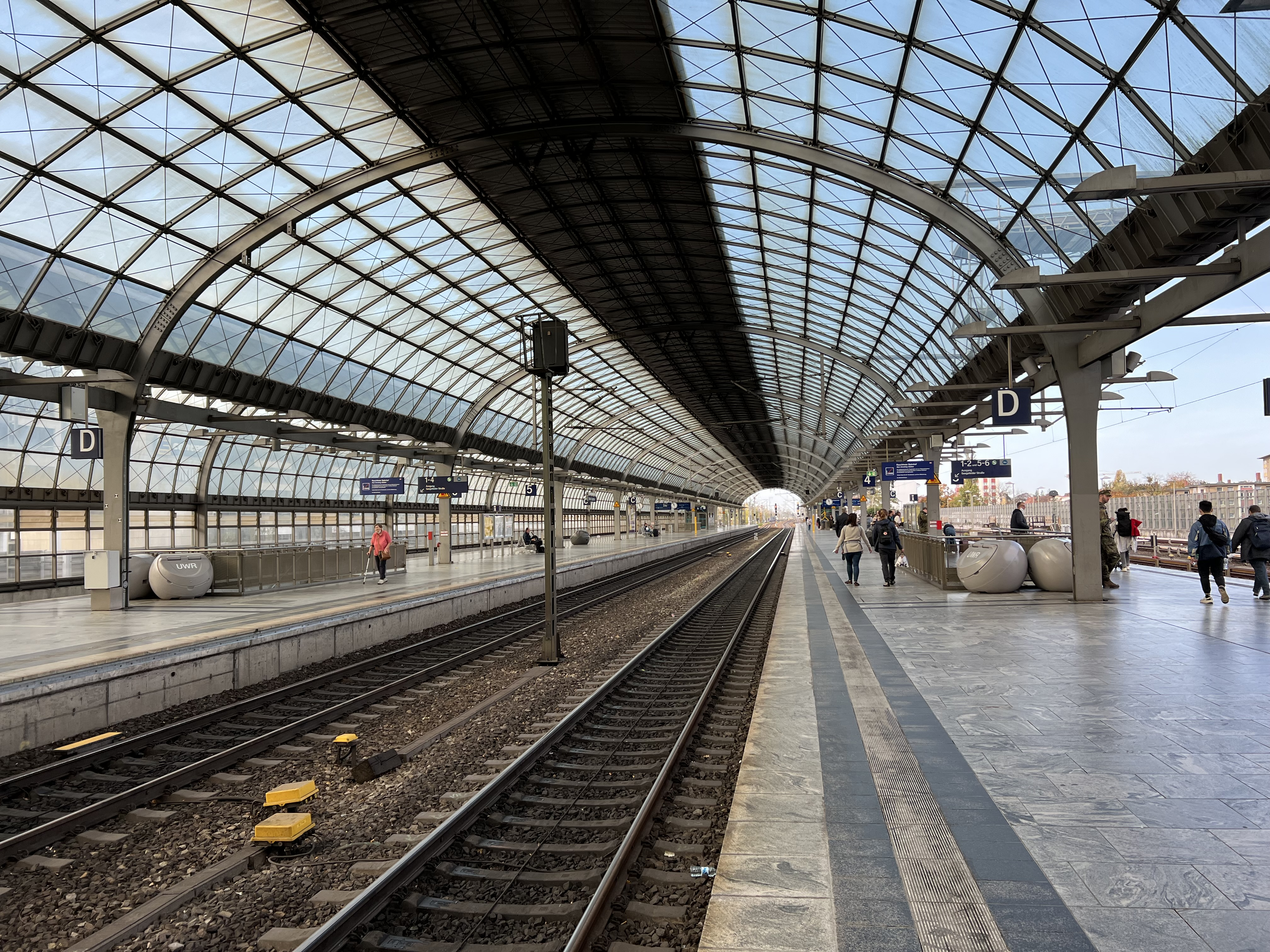
车站大堂

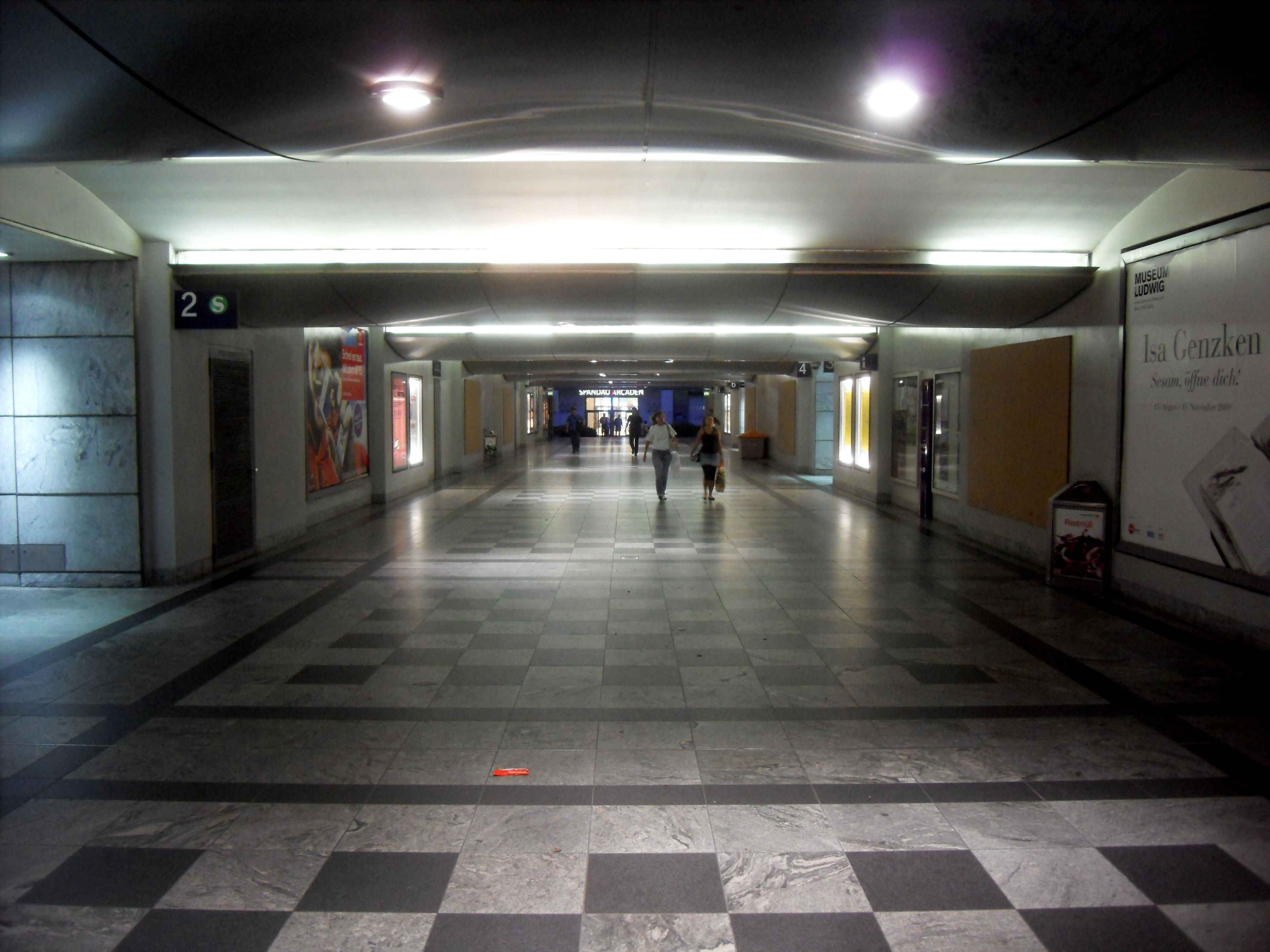
施潘道车站的地下通道

随着柏林S-Bahn在1984年1月9日被柏林运输公司所收购，经由新的施潘道市政厅快铁站（S-Bahnhof Rathaus Spandau，替代施潘道西站）通往斯塔肯的线路应该重开。然而此计划却遭到推迟，因为通往施潘道市政厅（毗邻施潘道西站）的地铁7号线已于1984年10月1日投入运营。
同样在1980年代，连接汉诺威至柏林的城际快车线路开始制定方案，当局最初旨在将其作为西德和西柏林之间的过境线路，并于1988年秋季启动与东德的谈判。尽管随后柏林墙倒塌和谈判对象不复存在，但关于线路的走向还是早在1990年6月便达成共识，从而进一步推动规划。
早在1910年左右的施潘道轨道设施改组中，当局便考虑将长途车站从哈弗尔河的另一侧（原施潘道火车总站）搬迁至如今的老城和市政厅旁，在任何条件下，更换破旧的设备都是必要的。也有人基于运营理念的观点提议恢复经由施潘道市郊铁路运行的S-Bahn服务，并提供延长至周边地区的选择。
受到城市设计限制的新建长途和快铁车站的设计竞赛于1993年举行，并由来自西班牙的建筑师聖地牙哥·卡拉特拉瓦胜出。卡拉特拉瓦构想将站台上部穿过写字楼建筑——与后来的柏林火车总站相类似。这导致了融资困难，并引发长时间的讨论。最终，当局选择了在设计竞赛中名列第三的本土企业冯·格康，玛格及合伙人建筑师事务所，后者根据原来两侧采用开放式顶棚设计，在1996年至1998年间对方案进行修订。而在乘客协会就规划审批提出异议后，快铁站台的接入也获得了更好的设计。
1997年5月19日，新柏林-施潘道车站的首座站台建成通车，最初仅停靠长途及区域列车。当车站大厅完工后，S-Bahn列车也于1998年12月30日驶抵。随着新的柏林铁路枢纽于2006年5月28日完工，停靠车站的区域列车数量从每日250班减少至每日212班，而长途列车的数量则从每日66班增加至每日100班。
车站的设计被批评为不够充分。车站本身也被视为超负荷铁路走向的一部分。旅客列车于5时至20时之间可在站台停留最多六分钟。只有在预定停留时间不超过六分钟或是移动至利用率较低的侧线时，才允许进行列车换向。

## 地铁站

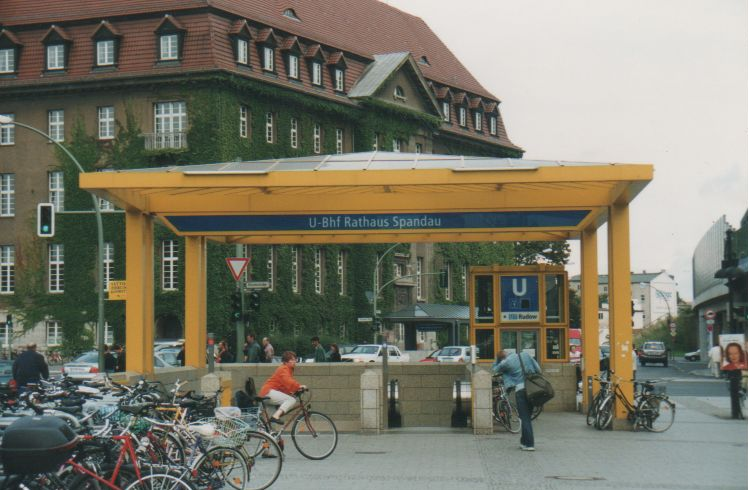
地铁站入口及其身后的同名市政厅

施潘道市政厅地铁站（U-Bahnhof Rathaus Spandau）是柏林地铁7号线的西部终点站。它于1984年10月1日投入运营，采用的是壳式建筑方法建造，以尽可能避免对地面交通造成干扰。这座由莱纳·G·吕姆勒设计、带有两个岛式月台的车站拥有巨大的面积。站台的南端由一个画廊所覆盖，从地面层抵达的乘客以及在整座车站内都可眺望到。地铁站内还包含了线路通往保罗斯特恩大街的信号所。
地铁7号线会停靠在限界较大的中间轨道，而限界较小的外侧轨道目前空置，将用于接纳规划中的地铁2号线的延长线，但该线如今仍在乌勒本站终到。为了改善规划中延长至斯塔肯的7号线以及进入法尔肯哈格纳费尔德的2号线之间的相互换乘，这里将是柏林地铁唯一采用左侧通行靠站的线路。这些延长方案何时及是否动工尚未有明确。
虽然毗邻施潘道快铁站，但地铁站还是保留了自己的名称。于是，行经此站的柏林运输公司巴士线路总是会带有标识（意即施潘道市政厅快铁+地铁站），而另一侧的快铁车站则仅有标识（意即施潘道快铁站）。

## 交通连结

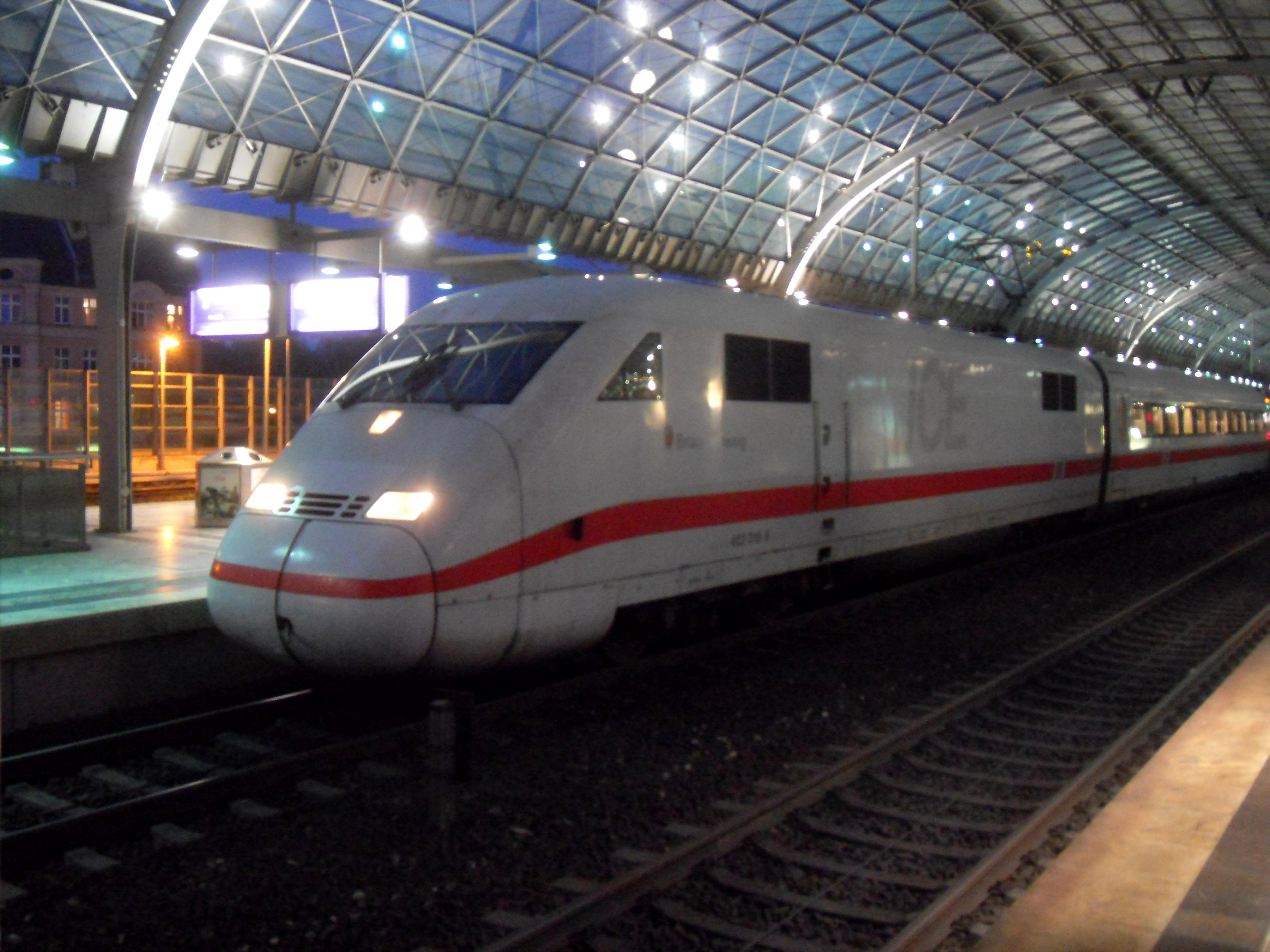
停靠在车站的一列ICE-2

柏林-施潘道车站提供多班由德国铁路开行的城际快车、城际列车和区域列车服务，以及柏林S-Bahn的5号线服务。此外在临近的施潘道市政厅地铁站还停靠有地铁7号线以及由柏林运输公司及周边地区巴士公司开行的多条巴士线路。
在2006年春季，延长至法尔肯塞的单线快铁线路规划已经得到明确。然而，开建将取决于融资方案。当社民党和基民盟于2011年柏林众议院选举后决定组成大聯合政府，则“自施潘道车站向西至法尔肯塞”的快铁线路延长工程将根据联盟协议得到推动。

### 区域及快铁运输
| 线路                           | 走向 |
| ------------------------------ | --- |
| IRE                            | 柏林东 － 柏林-施潘道 － 施滕达尔 － 萨尔茨韦德尔 － 于尔岑 － 吕讷堡 － 汉堡 |
| RE 2                           | 维斯马 － 什未林 － 维滕贝格 － 瑙恩 － 柏林-施潘道 － 柏林东 － 吕本 － 科特布斯 |
| RE 4                           | 拉特诺 － 武斯特马克 － 柏林-施潘道 － 柏林波茨坦广场 － 柏林南十字 － 路德维希费尔德 （－ 于特博格） |
| RE 6                           | 柏林健康泉 － 柏林-施潘道 － 黑尼格斯多夫 － 诺伊鲁平 － 维特施托克 － 普里茨瓦尔克 － 维滕贝格 |
| RB 10                          | 瑙恩 － 法尔肯塞 － 柏林-施潘道 － 柏林少女荒原 － 柏林 |
| RB 13                          | 柏林-施潘道 － 达尔戈-德贝里茨 － 武斯特马克 |
| RB 14                          | 瑙恩 － 法尔肯塞 － 柏林-施潘道 － 柏林腓特烈大街 － 柏林-舍讷费尔德机场 |
|                                | 施潘道 － 施特雷索 － 皮谢尔斯贝格 － 奥林匹克体育场 － 陆军大街 － 展览馆南 － 西十字 － 夏洛滕堡 － 萨维尼广场 － 动物园 － 蒂尔加滕 － 贝勒维宫 － 柏林总站 － 腓特烈大街 － 哈克市場 － 亚历山大广场 － 扬诺维茨桥 － 柏林东站 － 华沙大街 － 东十字 － 内尔德纳广场 － 利希滕贝格 － 腓特烈费尔德东 － 比斯多夫 － 武勒河谷 － 考尔斯多夫 － 马尔斯多夫 － 比尔肯斯泰因 － 霍珀加滕 － 诺恩哈根 － 弗雷德斯多夫 － 彼得斯哈根北 － 施特劳斯贝格 － 赫格尔米勒 － 施特劳斯贝格城 － 施特劳斯贝格北                                                                     |
| verweis=U-Bahnlinie 7 (Berlin) | 施潘道市政厅 － 施潘道老城 － 城塞 － 哈塞尔霍斯特 － 保罗·施特恩大街 － 罗尔堤 － 西门子堤 － 哈勒姆径 － 雅各布·凯泽广场 － 少女荒原 － 米伦多夫广场 － 理查德·瓦格纳广场 － 俾斯麦大街 － 维尔默斯多夫大街 － 阿登纳广场 － 康斯坦茨大街 － 费尔贝林 － 布利瑟大街 － 柏林大街 － 巴伐利亚广场 － 艾森纳赫大街 － 克莱斯特公园 － 约克大街 － 默肯桥 － 梅林堤 － 格奈森瑙大街 － 南星 － 赫尔曼广场 － 新克尔恩市政厅 － 卡尔·马克思大街 － 新克尔恩 － 边界径 － 布拉什科径 － 帕尔希姆径 － 布里茨南 － 约翰尼斯塔尔路 － 利普希特径 － 伍茨基径 － 茨维考堤 － 鲁铎 |

### 长途运输
| 线路     | 走向 | 频率                 |
| -------- | --- | -------------------- |
| ICE 10   | 柏林 － 柏林-施潘道 － 汉诺威 － 比勒费尔德 － 哈姆 －  多特蒙德 － 杜伊斯堡 － 杜塞尔多夫 （－ 科隆展会/道依茨 － 科隆/波恩机场） 或者 伍珀塔尔 － 科隆 （－ 波恩 － 科布伦茨） | 每小时1班            |
| ICE 11   | 柏林 － 柏林-施潘道 － 布伦瑞克 － 卡塞尔-威廉山 － 法兰克福 － 曼海姆 － 斯图加特 － 乌尔姆 － 奥格斯堡 － 慕尼黑                                                                             | 两小时1班            |
| ICE 12   | 柏林 － 柏林-施潘道 － 布伦瑞克 － 卡塞尔-威廉山 － 法兰克福 － 曼海姆 － 弗赖堡 － 巴塞尔瑞士 － 因特拉肯东                                                                                   | 两小时1班            |
| ICE 28   | 汉堡 － 柏林-施潘道 － 柏林 － 莱比锡 － 耶拿乐园 － 纽伦堡 － 慕尼黑 | 每小时1班            |
| EC/IC 32 | 柏林南十字 － 柏林 － 柏林健康泉 － 柏林-施潘道 － 汉诺威 － 多特蒙德 － 杜伊斯堡 － 科隆 － 科布伦茨 － 曼海姆 － 斯图加特 （－ 林道 － 因斯布鲁克）                                          | 个别班次 （周六/日） |
| EC/IC 32 | “梅前州假日快车”： 宾茨东海浴场 － 施特拉尔松德 － （黑灵斯多夫海滨浴场 － 齐诺维茨 －） 屈索夫 － 普伦茨劳 － 柏林健康泉 － 柏林-施潘道 － 汉诺威 － 多特蒙德 － 杜伊斯堡 － 科隆             | 个别班次 （周六/日） |
| IC 77    | 柏林 － 柏林-施潘道 － 沃尔夫斯堡 － 汉诺威 － 奥斯纳布吕克 （－ 明斯特） － 巴特本特海姆 － 亨厄洛 － 阿尔默洛 － 代芬特尔 － 阿珀尔多伦 － 阿默斯福特 － 希尔弗瑟姆 － 阿姆斯特丹            | 两小时1班            |
| IC/EC 27 | （汉堡 － 柏林-施潘道 －） 柏林 － 德累斯顿 － 布拉格-霍勒索维采 － 布尔诺 （－ 布达佩斯东/维也纳南）                                                                                          | 个别班次             |